# Svart katt, vit katt
Svart katt, vit katt (serbisk originaltitel: Crna mačka, beli mačor) fransk/tysk/serbisk romantisk komedi från 1998. Den är regisserad av Emir Kusturica, med Bajram Severdzan som en av skådespelarna.

## Handling
Någonstans i ett land på Balkan, ett land med stängda gränser där lycksökande smågangstrar köper järnvägsvagnar med bensin från Bulgarien. Gangsterkungen Grga Pitic sitter i sitt vardagsrum och citerar Humphrey Bogart för att lära sig att muttra djupt och manligt mellan guldtänderna. Kort sagt - galenskapen flödar men över alltihop vilar den starka tron på att kärleken alltid segrar.

## Rollista
- Bajram Severdzan - Berzan Destanov
- Srdjan Todorovic - Dadan Karambolo
- Branka Katic - Ida
- Janos Dinglund - Jane
- Florijan Ajdini - Zare Destanov
- Ljubica Adzovic - Sujka
- Zabit Memedov - Zarije Destanov
- Sabri Sulejman - Grga Pitic
- Jasar Destani - Grga Veliki